# Ladislau Mokos
Ladislau Mokos, né le 9 octobre 1931, à Oradea, en Roumanie, est un ancien joueur roumain de basket-ball.